# Gánovce
Gánovce jsou obec na severním Slovensku, v Prešovském kraji. Nachází se 3 km jihovýchodně od Popradu, má rozlohu katastru 7,832 km², v roce 2005 zde žilo 1 096 obyvatel. Obec se rozkládá na katastrálních územích Gánovce a Filice.

## Historie
První písemná zmínka o obci pochází z roku 1317 pod názvem „villa Ganau“, ale kostel v obci je ze 13. století a osada Filice (do r. 1924 samostatná obec) byla zmíněná již v roce 1236.
Léčivé prameny nedaleko obce jsou zmíněny v roce 1549 a lázně byly v provozu do roku 1992.

### Nález mozkovny neandrtálce
Poblíž Gánovců se dříve nacházel asi 20 metrů vysoký travertinový kopec, kde byl zřízen lom na tento kámen. V roce 1926 od dělníků pracujících v lomu koupil český paleontolog Jaroslav Petrbok za 100 Kčs kámen nepravidelného tvaru o průměru asi 17 cm. Petrbok jej nejdříve považoval za mozek zvířete; teprve roku 1937 se objevila domněnka, že se jedná o lidský mozek. Po důkladném dlouholetém studiu Petrbok nález 4. prosince 1957 věnoval Národnímu muzeu v Praze. Po dobu dvaceti let jej studoval také antropolog Emanuel Vlček.
Výsledkem zkoumání je zjištění, že kámen vznikl jako výlitek mozkovny dospělého neandertálce, který zde žil v době před asi sto tisíci lety. Stejně jako v případě nálezů jiných živočichů z travertinového kopce (kosti zvířat z období pleistocénu) je pravděpodobné, že byl otráven unikajícími výrony plynů, oxidem uhličitým a siřičitým. Poté, co z lebky biologickým rozkladem zmizel jeho mozek, došlo k vyplnění mozkovny travertinem. Její objem činil asi 1320 cm³.